# Raúl Ruidíaz
Raúl Mario Ruidíaz Misitich (ur. 25 lipca 1990 w Limie) – peruwiański piłkarz pochodzenia chorwackiego występujący na pozycji napastnika, reprezentant Peru.

## Kariera klubowa
Ruidíaz pochodzi z Villa María del Triunfo – jednej z dzielnic stołecznej Limy. Ze względu na pochodzenie matki posiada również obywatelstwo chorwackie. Jako ośmiolatek rozpoczął treningi w akademii juniorskiej czołowego klubu w kraju – Universitario de Deportes. Do pierwszej drużyny został włączony w wieku dziewiętnastu lat przez szkoleniowca Juana Reynoso, po kilku miesiącach występów w drugoligowych rezerwach o nazwie U América. W peruwiańskiej Primera División zadebiutował 4 października 2009 w wygranym 2:1 spotkaniu z Total Chalaco, natomiast pierwszego gola strzelił dwadzieścia dni później w wygranej 3:1 konfrontacji z Melgarem. Już w swoim debiutanckim sezonie – 2009 – wywalczył z Universitario tytuł mistrza Peru, pełniąc jednak wyłącznie rolę rezerwowego. Po upływie kilku miesięcy został jednak jednym z podstawowych graczy ekipy i czołowym zawodnikiem ligi peruwiańskiej. Ogółem w barwach Universitario grał przez niecałe trzy lata.
Wiosną 2012 Ruidíaz podpisał półroczny kontrakt z mistrzem Chile – Club Universidad de Chile ze stołecznego Santiago, z zamiarem zastąpienia w zespole Eduardo Vargasa. W chilijskiej Primera División zadebiutował 4 lutego 2012 w wygranym 2:1 meczu z Deportes La Serena, w którym zdobył również premierową bramkę w nowym klubie. Mimo bardzo udanych początkowych spotkań, już po kilku tygodniach zaczął notować coraz rzadsze występy ze względu na dobrą formę konkurentów do miejsca w składzie, takich jak Ángelo Henríquez, Junior Fernándes czy Matías Rodríguez. W wiosennym sezonie Apertura 2012 obronił z zespołem prowadzonym przez Jorge Sampaolego tytuł mistrzowski, lecz bezpośrednio po tym opuścił Universidad, przenosząc się do brazylijskiego Coritiba FBC. W Campeonato Brasileiro Série A zadebiutował 8 września 2012 w wygranej 3:0 konfrontacji z CR Flamengo, lecz nie potrafił przebić się do wyjściowej jedenastki i w Coritibie zanotował nieudany, siedmiomiesięczny pobyt bez strzelonego gola.
W marcu 2013 Ruidíaz na zasadzie wypożyczenia powrócił do swojego macierzystego Universitario de Deportes, gdzie z kolei od razu odzyskał świetną formę, zostając wiodącym zawodnikiem zespołu Ángela Comizzo. W sezonie 2013 zdobył z nim drugie w swojej karierze mistrzostwo Peru, zaś sam z dwudziestoma jeden golami na koncie wywalczył tytuł króla strzelców ligi peruwiańskiej (ex aequo z Víctorem Rosselem) i został wybrany najlepszym piłkarzem rozgrywek. Dzięki jego udanym występom jego wypożyczenie zostało przedłużone o kolejny rok, jednak następny sezon był już mniej udany – mimo ponownego uplasowania się w czołówce najskuteczniejszych piłkarzy nie zdołał odnieść z Universitario większych sukcesów. W styczniu 2015 jako wolny zawodnik został ściągnięty przez Juana Reynoso – swojego byłego szkoleniowca z Universitario – do prowadzonej przez niego ekipy FBC Melgar z siedzibą w Arequipie. Jako podstawowy piłkarz spędził tam sześć miesięcy.
Latem 2015 Ruidíaz po raz trzeci w karierze zasilił Universitario de Deportes, z którym jako kluczowy napastnik zajął pierwsze miejsce w fazie Apertura sezonu 2016. Zanotował również świetną indywidualną passę, podczas rocznego pobytu w Universitario osiągając ligową średnią jednego gola na mecz. W lipcu 2016 za kwotę 100 tysięcy dolarów  – wpisaną jako klauzula wykupu zawodnika – przeszedł do meksykańskiego klubu Monarcas Morelia, w tamtejszej Liga MX debiutując 15 lipca 2016 w przegranym 0:2 spotkaniu z Tijuaną. Po raz pierwszy wpisał się natomiast na listę strzelców osiem dni później w zremisowanej 2:2 konfrontacji z Querétaro.

## Kariera reprezentacyjna
W seniorskiej reprezentacji Peru Ruidíaz zadebiutował za kadencji selekcjonera Sergio Markariána, 1 czerwca 2011 w zremisowanym 0:0 meczu z Japonią w ramach towarzyskiego turnieju Kirin Cup (w którym jego kadra ostatecznie triumfowała). Jeszcze w tym samym miesiącu został powołany na rozgrywany w Argentynie turniej Copa América, podczas którego pełnił jednak wyłącznie rolę alternatywy dla José Paolo Guerrero i wystąpił tylko w jednym z sześciu możliwych spotkań. Peruwiańczycy dotarli natomiast aż do półfinału, ulegając w nim późniejszemu triumfatorowi – Urugwajowi (0:2), zajmując trzecie miejsce w rozgrywkach. W późniejszym czasie wziął również udział w eliminacjach do Mistrzostw Świata 2014, nie odgrywając jednak większej roli w drużynie – jako rezerwowy zagrał w dwóch meczach (na szesnaście możliwych), a jego zespół nie zakwalifikował się na mundial. Premierowego gola w kadrze narodowej strzelił natomiast 24 marca 2016 w zremisowanym 2:2 pojedynku z Wenezuelą, już w ramach eliminacji do Mistrzostw Świata 2018.
W czerwcu 2016 Ruidíaz znalazł się w ogłoszonym przez selekcjonera Ricardo Garecę składzie na jubileuszową edycję Copa América, wyjątkowo rozgrywaną na boiskach Stanów Zjednoczonych. Tam ponownie nie potrafił wywalczyć sobie pozycji w linii ataku, przegrywając rywalizację z Guerrero; wystąpił w trzech z czterech spotkań (we wszystkich po wejściu z ławki) i strzelił bramkę w meczu fazy grupowej z Brazylią (1:0), kontrowersyjnie uznaną przez arbitra (zawodnik skierował piłkę do siatki ręką). Peruwiańczycy zakończyli swój udział w turnieju na ćwierćfinale, przegrywając w serii rzutów karnych Kolumbii (0:0, 2:4 k).

## Statystyki kariery

### Klubowe
| U América     | 2009      | Peru     | Segunda División | 11  | 3  | —  | —       | —       | —  | —   | 11  | 3  |
| Universitario | 2009      | Peru     | Primera División | 9   | 3  | —  | —       | —       | —  | —   | 9   | 3  |
| Universitario | 2010      | Peru     | Primera División | 35  | 7  | —  | —       | CL      | 2  | 0   | 37  | 7  |
| Universitario | 2011      | Peru     | Primera División | 22  | 3  | —  | —       | CS      | 6  | 4   | 28  | 7  |
| U de Chile    | 2012      | Chile    | Primera División | 15  | 8  | —  | —       | CL      | 9  | 0   | 24  | 8  |
| Coritiba      | 2012      | Brazylia | Série A          | 8   | 0  | —  | —       | —       | —  | —   | 8   | 0  |
| Coritiba      | 2013      | Brazylia | Série A          | —   | —  | 4  | 0       | —       | —  | —   | 4   | 0  |
| Universitario | 2013      | Peru     | Primera División | 39  | 21 | —  | —       | —       | —  | —   | 39  | 21 |
| Universitario | 2014      | Peru     | Primera División | 25  | 14 | 10 | 4       | CL      | 6  | 1   | 41  | 19 |
| Melgar        | 2015      | Peru     | Primera División | 14  | 2  | 6  | 3       | —       | —  | —   | 20  | 5  |
| Universitario | 2015      | Peru     | Primera División | 13  | 12 | —  | —       | CS      | 2  | 1   | 15  | 13 |
| Universitario | 2016      | Peru     | Primera División | 9   | 10 | —  | —       | —       | —  | —   | 9   | 10 |
| Morelia       | 2016–2017 | Meksyk   | Liga MX          | 0   | 0  | —  | —       | —       | —  | —   | 0   | 0  |
| Ogółem        |           |          |                  |     |    |    |         |         |    |     |     |    |
| Peru          | Peru      | Peru     | 177              | 75  | 16 | 7  | CL + CS | 16      | 6  | 209 | 88  |    |
| Chile         | Chile     | Chile    | 15               | 8   | —  | —  | CL      | 9       | 0  | 24  | 8   |    |
| Brazylia      | Brazylia  | Brazylia | 8                | 0   | 4  | 0  | —       | —       | —  | 12  | 0   |    |
| Meksyk        | Meksyk    | Meksyk   | 0                | 0   | —  | —  | —       | —       | —  | 0   | 0   |    |
| Ogółem        | Ogółem    | Ogółem   | Ogółem           | 200 | 83 | 20 | 7       | CL + CS | 25 | 6   | 245 | 96 |

- CL – Copa Libertadores
- CS – Copa Sudamericana

### Reprezentacyjne
| Peru   | Peru   | 2011   | 2 | 0 | — | — | CA | 1 | 0 | 3  | 0 |
| Peru   | Peru   | 2012   | 1 | 0 | 2 | 0 | —  | — | — | 3  | 0 |
| Peru   | Peru   | 2013   | 1 | 0 | — | — | —  | — | — | 1  | 0 |
| Peru   | Peru   | 2014   | 2 | 0 | — | — | —  | — | — | 2  | 0 |
| Peru   | Peru   | 2015   | 1 | 0 | — | — | —  | — | — | 1  | 0 |
| Peru   | Peru   | 2016   | 0 | 0 | 0 | 0 | CA | 0 | 0 | 0  | 0 |
| Ogółem | Ogółem | Ogółem | 7 | 0 | 2 | 0 | CA | 1 | 0 | 10 | 0 |

- CA – Copa América